# Sonora (Texas)
Sonora es una ciudad ubicada en el condado de Sutton en el estado estadounidense de Texas. En el Censo de 2010 tenía una población de 3027 habitantes y una densidad poblacional de 570,11 personas por km².

## Geografía
Sonora se encuentra ubicada en las coordenadas 30°34′15″N 100°38′38″O / 30.57083, -100.64389. Según la Oficina del Censo de los Estados Unidos, Sonora tiene una superficie total de 5.31 km², de la cual 5.31 km² corresponden a tierra firme y (0%) 0 km² es agua.

## Demografía
Según el censo de 2010, había 3027 personas residiendo en Sonora. La densidad de población era de 570,11 hab./km². De los 3027 habitantes, Sonora estaba compuesto por el 88.77% blancos, el 0.4% eran afroamericanos, el 0.33% eran amerindios, el 0.2% eran asiáticos, el 0% eran isleños del Pacífico, el 8.95% eran de otras razas y el 1.35% pertenecían a dos o más razas. Del total de la población el 62.67% eran hispanos o latinos de cualquier raza.